# Pierre Spies

a Compétitions nationales et continentales officielles uniquement.

b Matchs officiels uniquement.
Pierre Johan Spies, né le 8 juin 1985 à Pretoria (Afrique du Sud), est un joueur sud-africain de rugby à XV qui joue avec l'équipe d'Afrique du Sud de 2006 à 2013 et en club avec les Bulls en Super Rugby puis avec les Kintetsu Liners au Japon et enfin dans le Top 14 avec Montpellier jusqu'en 2017. Il évolue comme troisième ligne aile ou troisième ligne centre.

## Biographie
Pierre Spies a joué avec l'équipe d'Afrique du Sud des moins de 19 ans (2004) et des moins de 21 ans (2006).
Il reçoit sa première cape le 15 juillet 2006 à l'occasion d'un match du Tri-nations 2006 contre l'équipe d'Australie.
En 2007, il est considéré comme l'un des meilleurs joueurs sud-africains évoluant à son poste en dépit de son jeune âge : 22 ans. Ses qualités, outre sa force de pénétration, sont sa très grande vitesse et son adresse ballon en main, des caractéristiques réputées rares pour un avant qui l'inscrivent dans la lignée de certains de ses illustres prédécesseurs à ce poste comme Bobby Skinstad ou Joe van Niekerk. 
Vainqueur du Super 14 avec les Bulls en 2007, il est annoncé comme l'un des joueurs les plus en vue du rugby sud-africain.
Initialement sélectionné pour disputer la Coupe du Monde 2007 en France, il sera retiré de l'effectif et remplacé par Bismarck du Plessis en raison de la présence de caillots de sang dans ses poumons. Cette affection (probablement génétique) pourrait le contraindre à mettre définitivement un terme à sa carrière. Son père, sportif de haut niveau, est décédé d'une crise cardiaque causée par cette maladie, tout comme son grand-père. Sa tante en est également atteinte. Contraint de déclarer forfait pour la coupe du monde, il a défilé dans les rues de Johannesburg, pour célébrer la victoire, en même temps que ses coéquipiers.
Après avoir passé différents examens de contrôle médicaux et suivi un programme de remise en forme, Pierre Spies a été déclaré apte à rejouer en mars 2008 et retrouvera sa place dans l'équipe des Bulls ainsi que chez les Springboks. Il remporte le Tri-nations 2009 et le Super 14 2009.
En 2010, il gagne de nouveau le Super 14, en réalisant une saison exceptionnelle. Il inscrit de nombreux essais. Il fait partie de l'équipe-type de la saison au poste de n°8. Mais les mauvaises performances des Springboks durant le Tri-nations 2010 viennent ternir une saison bien lancée. 
2011 est une année mitigée pour lui. Auteur d'une saison mitigée avec son club des Bulls, il échoue aux portes des playoffs face aux Sharks de Bismarck du Plessis. Critiqué par la presse et les fans des Springboks, il garde néanmoins sa place en sélection nationale au détriment de Ryan Kankowski ou de Duane Vermeulen, blessé. Les Sud-Africains terminent derniers du Tri-nations 2011 et s'inclinent en quarts de finale de la coupe du monde face à l'Australie de David Pocock.
Début 2012, il est nommé capitaine des Bulls à l'âge de 27 ans.
En février 2016, il rejoint le Montpellier Hérault Rugby et il dispute son premier match de Top 14 à l'Altrad Stadium le 5 mars 2016, contre le Castres Olympique. À la fin de la saison 2016-2017, alors qu'il est encore sous contrat avec le Montpellier Hérault rugby, le président Mohed Altrad lui signifie qu'il ne sera pas conservé dans l'effectif la saison suivante. Il annonce le 20 août 2017 qu'il met un terme à sa carrière de joueur.
Chrétien pratiquant, il affirme, dans une interview, que sa foi l'a aidé à surmonter sa souffrance de la maladie et à revenir à son meilleur niveau.

## Palmarès

### En club
- Vainqueur du Super Rugby en 2007, 2009 et 2010 avec les Bulls.
- Vainqueur du Challenge européen 2015-2016 avec le Montpellier Hérault Rugby.

### En équipe nationale
- 53 sélections en équipe d'Afrique du Sud entre 2006 et 2013[1]
- 7 essais (35 points)
- Sélections par année : 6 en 2006, 3 en 2007, 10 en 2008, 9 en 2009, 12 en 2010, 7 en 2011, 3 en 2012, 3 en 2013
- Vainqueur du tri-nations 2009